# 小行星5682
小行星5682（5682 Beresford）是一颗绕太阳运转的小行星，为火星轨道穿越小行星。该小行星于1990年10月9日发现。

## 轨道参数
小行星5682的轨道半长轴为2.2970324 UA，离心率为0.300。